# Umi Yukaba
"Umi Yukaba" (海行かば (Hải Hành)) là ca khúc Nhật Bản có lời dựa trên bản thơ chōka (Trường Ca) của Ōtomo no Yakamochi trong Man'yōshū, và được phổ nhạc bởi Kiyoshi Nobutoki.

## Lịch sử
Bài thơ là một phần trong bản trường ca nổi tiếng của Ōtomo no Yakamochi - ca ngợi sắc lệnh của hoàng gia về việc phát hiện ra vàng ở tỉnh Michinoku (nay là Tohoku) vào năm 749. Tổ tiên xa xưa của gia tộc Ōtomo được biết đến là những người đứng đầu đội cận vệ hoàng gia Kume.
Bài thơ phản ánh lời cam kết phục vụ của họ đối với quốc vương.
"Umi Yukaba" sau đó trở nên phổ biến trong quân đội, đặc biệt là Hải quân Đế quốc Nhật Bản. Được phổ nhạc vào năm 1937 bởi Kiyoshi Nobutoki (信時 潔 (Tín Thời Khiết) Nobutoki Kiyoshi), ca khúc trở nên phổ biến giai đoạn trong và sau Thế chiến II. Sau khi Nhật Bản đầu hàng năm 1945, "Umi Yukaba" và các tác phẩm quân ca (gunka) khác bị cấm bởi lực lượng Đồng minh chiếm đóng. Sau khi thời gian chiếm đóng kết thúc, ca khúc lại được phát rộng rãi trong các nhóm quân sự Nhật Bản, bao gồm các buổi biểu diễn của Lực lượng Phòng vệ Biển Nhật Bản.
Trước khi sáng tác của Nobutoki ra đời, bài thơ đã được phổ nhạc trong phần tam tấu của Gunkan kōshinkyoku.

## Lời ca khúc
| Umi yukaba / Mizuku kabane / Yama yukaba / Kusa musu kabane/ Ookimi no / he ni koso shiname / Kaerimi wa seji | Băng qua biển cả, bỏ mình giữa sóng nước, Băng qua núi non, bỏ thân trên đồng cỏ. Tôi thề hi sinh cho Thiên hoàng! Tôi sẽ không bao giờ ngoảnh nhìn lại. | 海行かば水漬く屍 / 山行かば草生す屍 / 大君の / 辺にこそ死なめ / かえりみは / せじ |

## Trong văn hóa đại chúng
- Umi Yukaba là tên một bộ phim Nhật Bản năm 1983.
- "Umi Yukaba" được đề cập đến trong bộ phim 1970 Tora! Tora! Tora!.